# Onda cerebral

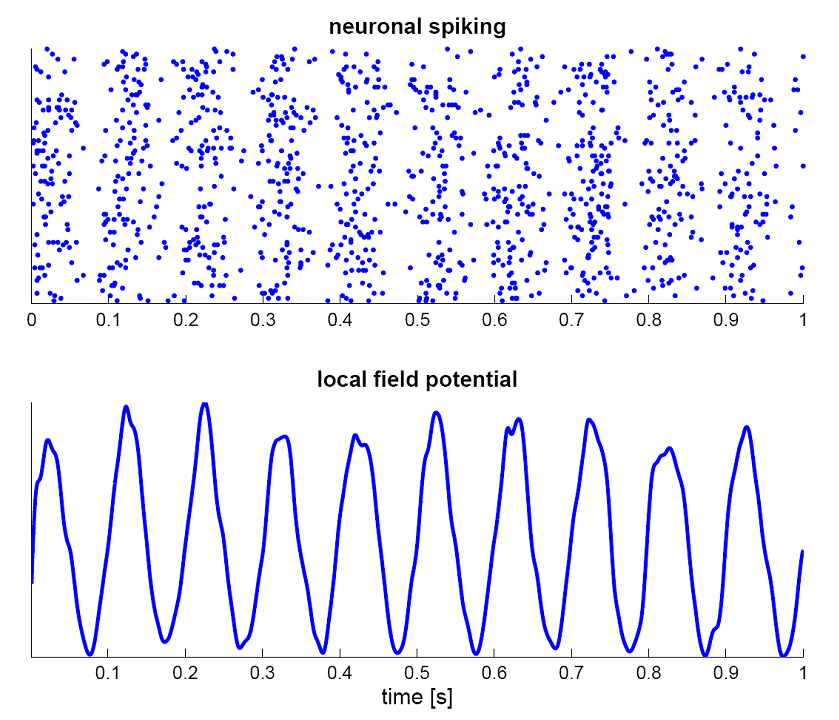
Simulação de oscilações neurais a 10 Hz. O painel superior mostra os picos de neurônios individuais (com cada ponto representando um potencial de ação individual dentro da população de neurônios), e o painel inferior o potencial de campo local, refletindo sua atividade somada. A figura ilustra como padrões sincronizados de potenciais de ação podem resultar em oscilações macroscópicas que podem ser medidas fora do couro cabeludo.

Oscilações neurais, ou ondas cerebrais, são padrões rítmicos ou repetitivos de atividade neural no sistema nervoso central. O tecido neural pode gerar atividade oscilatória de muitas maneiras, impulsionada por mecanismos dentro de neurônios individuais ou por interações entre neurônios. Em neurônios individuais, as oscilações podem aparecer como oscilações no potencial de membrana ou como padrões rítmicos de potenciais de ação, que então produzem ativação oscilatória de neurônios pós-sinápticos. No nível dos conjuntos neurais, a atividade sincronizada de grandes números de neurônios pode dar origem a oscilações macroscópicas, que podem ser observadas em um eletroencefalograma. A atividade oscilatória em grupos de neurônios geralmente surge de conexões de feedback entre os neurônios que resultam na sincronização de seus padrões de disparo. A interação entre neurônios pode dar origem a oscilações em uma frequência diferente da frequência de disparo de neurônios individuais. Um exemplo bem conhecido de oscilações neurais macroscópicas é a atividade alfa.
As oscilações neurais em humanos foram observadas por pesquisadores já em 1924 (por Hans Berger). Mais de 50 anos depois, o comportamento oscilatório intrínseco foi encontrado em neurônios de vertebrados, mas seu papel funcional ainda não é totalmente compreendido. Os possíveis papéis das oscilações neurais incluem ligação de recursos, mecanismos de transferência de informações e a geração de saída motora rítmica. Nas últimas décadas, mais conhecimento foi adquirido, especialmente com os avanços na imagem cerebral. Uma grande área de pesquisa em neurociência envolve determinar como as oscilações são geradas e quais são seus papéis. A atividade oscilatória no cérebro é amplamente observada em diferentes níveis de organização e acredita-se que desempenhe um papel fundamental no processamento das informações neurais. Numerosos estudos experimentais apoiam um papel funcional das oscilações neurais; uma interpretação unificada, no entanto, ainda falta.

## Visão Geral
Ondas cerebrais ocorrem no sistema nervoso central em todos os níveis. Em geral, essas ondas podem ser caracterizadas pela sua frequência, amplitude e fase. As propriedades desses sinais, podem ser obtidas usando Análise tempo-frequência.
Em oscilações de larga escala, alterações de amplitude são consideradas resultado de alterações de sincronização nas células do sistema nervoso central, também conhecido como sincronização local. Além desta, atividades oscilatórias envolvendo estruturas neurais distantes (neurônios simples ou estruturas de neurônios), podem entrar em sincronia. Oscilações e sincronizações neurais foram associadas a várias funções cognitivas, tais como: transferência de informação, percepção, controle motor e memória.